# Christine Dolce
Christine Dolce (Long Beach, California; 31 de agosto de 1981 - Huntington Beach, California; 6 de febrero de 2017), también conocida como ForBiddeN, fue una actriz, modelo, esteticista, cosmetóloga y celebridad de MySpace en Internet a mediados de la década de 2000.

## Biografía
Nacida como Christine Diane Bellino, llegó a ser proclamada como "La reina de MySpace" por Vanity Fair y The Tyra Banks Show. Dolce creó su perfil poco después de la creación de la red. Con más de un millón de "amigos", Dolce era uno de sus miembros más populares.
Además de su perfil de MySpace, también diversificó su perfil, desarrollando su propio sitio web y marca de moda.
Filmó una sesión fotográfica de celebridades para Playboy, apareciendo en el número de octubre de 2006. Participó en campañas publicitarias de la marca de geles y desodorantes Axe, en la campaña de MySpace "Gamekillers's" y apareció en la portada del disco Angels, de la banda de rock gótico The 69 Eyes.
Fue nombrada la "Cybervixen más traviesa" en los Spike Guys Choice Awards celebrados por la cadena Spike TV el 13 de junio de 2007.
También posó para una campaña antipieles de la organización Personas por el Trato Ético de los Animales (PETA).
Falleció en Huntington Beach (California) el 6 de febrero de 2017, a los 35 años, por una insuficiencia hepática. Llevaba hospitalizada desde el diciembre anterior y había estado luchando con problemas relacionados con el alcohol.